# Charles Turban
Charles Turban (francès: Charles Paul Turban)  (Estrasburg, 3 d'octubre de 1845 - 9è districte de París, 10 de maig de 1905) fou un músic francès.
Feu els estudis al Conservatori de París, aconseguint el primer premi de clarinet el 1865. Especialitzat en aquest instrument, assolí gran anomenada com a concertista; fou primer solista de l'Òpera i dels concerts del Conservatori.
El 1879 fundà amb Paul Taffanel la Societé de Musique de chambre pour instruments de vent. Sento professor en el Conservatori de París del seu instrument, va tenir entre d'altres alumnes a Auguste Périer (1883-1947).